# Beny Jr
Beny Jr, nom de scène de Mohamed Rifi[réf. nécessaire], né le 12 août 1998 à Chefchaouen, est un chanteur de trap latino et reggaeton, rappeur, compositeur et producteur maroco-espagnol,.

## Biographie

### Jeunesse
Beny Jr est né le 12 août 1998 à Chefchaouen, au Maroc, et déménage ensuite très jeune dans la commune et ville de L'Hospitalet de Llobregat près de Barcelone en Espagne. Après avoir abandonné l'école en seconde année de lycée et avoir eu des problèmes avec la justice espagnole, il s'installe à Londres à 17 ans avec ses frères, où il est emprisonné pendant deux mois. De retour en Espagne après sa libération, il est à nouveau arrêté cette fois il resta en prison pendant une période plus longue[source secondaire souhaitée]. 

## Carrière
Beny Jr décide de poursuivre une carrière musicale avec son ami rappeur et chanteur hispano-marocain Morad. Cependant, son arrestation l'empêche de sortir de la musique jusqu'en mi-2019, date à laquelle sortent ses premiers singles #Freepeke avec Morad, Maleante et Muévelo Así.
Le 23 juillet 2020, il publie son premier album intitulé Trap and Love. Il est composé de 11 morceaux et contient des collaborations entre Morad et Taylor James. . Le projet se compose de 11 titres et présente des collaborations avec Morad et Taylor James. Le 30 décembre de cette année, nous avons sorti le deuxième album, 3O, qui a ensuite été publié avec les singles No miento, Fvrdxs et Bobby. En juin 2021, il crée en collaboration avec le producteur El Guincho, l'album nommé Samurái, qui connaît un succès considérable. L'une des chansons contenues dans l'album, Combo la L, se classe dans le top 10 des chansons les plus écoutées en Espagne pendant 30 semaines consécutives. Le 24 novembre sort le deuxième projet de l'année 50/50 cette fois en collaboration avec le producteur uruguayen Steve Lean. Un peu plus d'un mois plus tard, le 30 décembre 2021, Beny Jr. sort un nouvel album, intitulé El precio del dinero, contenant 12 titres.
En 2022, Beny Jr participe au single Eurovision du rappeur britannique Central Cee, qui rassemble certains des principaux représentants du genre au niveau européen avec A2 Anti, Rondodasosa, Baby Gang, Morad, ASHE 22 et Freeze Corleone. Par la suite, il collabore avec la chanteuse Bad Gyal pour la titre Flow 2000 (remix), qui atteint la première place des musiques espagnols et sud-américains. Le 31 mars 2022, avec Morad il a sorti un EP collaboratif intitulé Capítulo 1, contenant la chanson Sigue, qui a connu du succès, même dans les années suivantes, dans toute l'Europe, entrant dans les charts de divers pays comme le Portugal, la Suisse et la France. Fin 2022, Beny Jr se classe au septième rang des artistes espagnols les plus écoutés en Espagne sur Spotify.
Le 14 février 2023 il sort :( un EP deux singles avec des clips tournés en France. En juin de la même année, il collabore avec le rappeur et chanteur argentin Trueno sur le single Dubaï, Le 30 décembre 2023, Beny Jr sort son quatrième album solo, La soledad aburre pero no traiciona, qui ne présente pas de collaborations avec d'autres artistes. Plusieurs chansons de l'album entrent dans les tendances YouTube en Espagne,. En février 2024, son nouvel album, Anti Social Cool Kid, également composé de 13 titres, est sorti par surprise.

## Style musical
Son style de musique est principalement entre les genres drill, trap latino, reggaeton et afro trap, se concentrant également sur des sons qui rappellent ses origines marocaines.

## Discographie

### Albums studio
- 2020 : Trap and Love
- 2020 : 3O
- 2021 : Samurái (avec El Guincho)
- 2021 : 50/50 (avec Steve Lean)
- 2021 : El precio del dinero
- 2023 : La soledad aburre pero no traiciona
- 2024 : Anti Social Cool Kid
- 2024 : Hopefully Im Doing Well
- 2024 : Champions Street League
- 2025 : LowFlyer (Deluxe Edition)

### EP
- 2022 – Capítulo 1
- 2023 – :(